# Amszterdam (film)
Az Amszterdam (eredeti cím: Amsterdam) 2022-es amerikai történelmi filmdráma, amelyet David O. Russell írt és rendezett. A főbb szerepekben Christian Bale, Margot Robbie, John David Washington, Rami Malek, Chris Rock, Zoe Saldaña, Anya Taylor-Joy, Michael Shannon, Taylor Swift, Timothy Olyphant, Alessandro Nivola, Matthias Schoenaerts, Andrea Riseborough, Mike Myers és Robert De Niro látható.
Magyarországon november 3-án mutatták be a mozikban a Fórum Hungary forgalmazásában. Az Amerikai Egyesült Államokban 2022. november 4-én debütált.

## Cselekmény
Három barát – Burt, az orvos, Valerie, a nővér és Harold, az ügyvéd – az első világháború során találkoznak, majd a háború után Amszterdamban élnek bohém életet, idővel azonban elsodródnak egymástól. Évekkel kesőbb, az 1930-as években újra találkoznak New Yorkban, de nemsokára gyilkosságok történnek a környezetükben, amikkel kapcsolatban ők válnak fő gyanúsítottakká. Hozzálátnak, hogy tisztázzák magukat, miközben egy összeesküvés is körvonalazódik Franklin D. Roosevelt elnök ellen.

## Szereplők
| Színész               | Szerep                  | Magyar hang         |
| --------------------- | ----------------------- | ------------------- |
| Christian Bale        | Burt Berendsen          | Fekete Ernő         |
| Margot Robbie         | Valerie Voze            | Peller Mariann      |
| John David Washington | Harold Woodsman         | Kádár-Szabó Bence   |
| Rami Malek            | Tom Voze                | Fehér Tibor         |
| Zoë Saldana           | Irma St. Clair          | Pikali Gerda        |
| Robert De Niro        | Gil Dillenbeck tábornok | Reviczky Gábor      |
| Mike Myers            | Paul Canterbury         | Gyabronka József    |
| Timothy Olyphant      | Tarim Milfax            | Bozsó Péter         |
| Michael Shannon       | Henry Norcross          | Király Attila       |
| Chris Rock            | Milton King             | Kálloy Molnár Péter |
| Anya Taylor-Joy       | Libby Voze              | Sodró Eliza         |
| Andrea Riseborough    | Beatrice Vandenheuvel   | Balsai Móni         |
| Matthias Schoenaerts  | Lem Getwiller nyomozó   | Jászberényi Gábor   |
| Alessandro Nivola     | Hiltz nyomozó           | Gáspár András       |
| Taylor Swift          | Liz Meekins             | Oroszlán Szonja     |
| Leland Orser          | Mr. Nevins              | Cserna Antal        |
| Christopher Gehrman   | Maguire                 | Fesztbaum Béla      |

## A film készítése

Burt (Christian Bale), Valerie (Margot Robbie) és Harold (John David Washington)

2020 januárjában jelentették be, hogy David O. Russell ír és rendez egy cím nélküli filmet Christian Bale főszereplésével, és a forgatás várhatóan áprilisban kezdődik. Februárban derült ki, hogy Margot Robbie és Michael B. Jordan is szerepelni fognak a filmben. Eredetileg Jennifer Lawrence-t akarták Robbie, míg Jamie Foxxot Jordan szerepére. Angelina Jolie átadott egy szerepet, miközben Michael Shannon, Mike Myers és Robert De Niro tárgyalt a szereposztásról. Októberben John David Washington is csatlakozott a szereplőgárdához Jordan helyére. A forgatás a COVID-19 világjárvány miatt halasztódott, így csak 2021 januárjában kezdődhetett el Los Angelesben. Ekkor csatlakozott a filmhez Rami Malek, Zoe Saldaña, De Niro, Myers, Timothy Olyphant, Shannon, Chris Rock, Anya Taylor-Joy, Andrea Riseborough, Matthias Schoenaerts és Alessandro Nivola is. A forgatás 2021 márciusában fejeződött be. 2022 áprilisában a CinemaConon jelentették be, hogy a film címe Amsterdam lesz.

## Bevételek
A közkedveltnek mondható rendező és főszereplők ellenére film hatalmas anyagi bukás volt: a 80 milliós költségeihez képest csak 31,2 millió dollár volt a bevétele.

## Valós adalék
A filmbéli összeesküvést egy valódi állítólagos összeesküvés, az úgynevezett „Business Plot” inspirálta: Smedley Butler vezérőrnagy, veterán katona azzal állt elő 1934-ben a Kongresszus előtt, hogy több „Wall Street-i üzletember” szervezkedni kezdett Roosevelt elnök és kormánya ellen, miután annak politikája sértette az üzleti érdekeiket. Butler szerint 1933-tól környékezte meg őt több pénzember a tervükkel, amiben egy 500 000 fős magánhadsereggel buktatták volna meg Rooseveltet, akinek helyére Hugh S. Johnson tábornokot, Roosevelt közeli munkatársát szánták, mindezt pedig egy konzervatív üzleti lobbicsoport támogatta volna; ezután, 1934-ben kérték fel, hogy álljon a puccsuk élére. Butler azonban semmit nem tudott bizonyítani az állításaiból, az érintettek pedig mindent tagadtak. A sajtó sem vette túl komolyan az ügyet, „koktélpuccsnak” és hasonlóknak nevezték az újságokban. Az állítólagos puccs miatt bizonyíték hiányában senkit, még Butlert sem vették eljárás alá, miután egy többszörösen kitüntetett katona volt, akinek nem volt oka ilyesmit hazudni. Butler memoárjában is írt az esetről, melyben kritizálta az el nem járó hatóságokat. A puccskísérlet történészek szerint is valószínűleg csak eszmefuttatás volt bizonyos emberek között, s nem állt mögötte valós szándék. Robert De Niro karakterét Butlerről mintázták, aki Butler vallomását olvasta fel a filmben.

## Fordítás
- Ez a szócikk részben vagy egészben  az   Amsterdam (2022 film) című angol Wikipédia-szócikk fordításán alapul.  Az eredeti cikk szerkesztőit annak laptörténete sorolja fel. Ez a jelzés csupán a megfogalmazás eredetét és a szerzői jogokat jelzi, nem szolgál a cikkben szereplő információk forrásmegjelöléseként.
- Ez a szócikk részben vagy egészben  a   Business Plot című angol Wikipédia-szócikk fordításán alapul.  Az eredeti cikk szerkesztőit annak laptörténete sorolja fel. Ez a jelzés csupán a megfogalmazás eredetét és a szerzői jogokat jelzi, nem szolgál a cikkben szereplő információk forrásmegjelöléseként.